# 青铜时代 (雕塑)

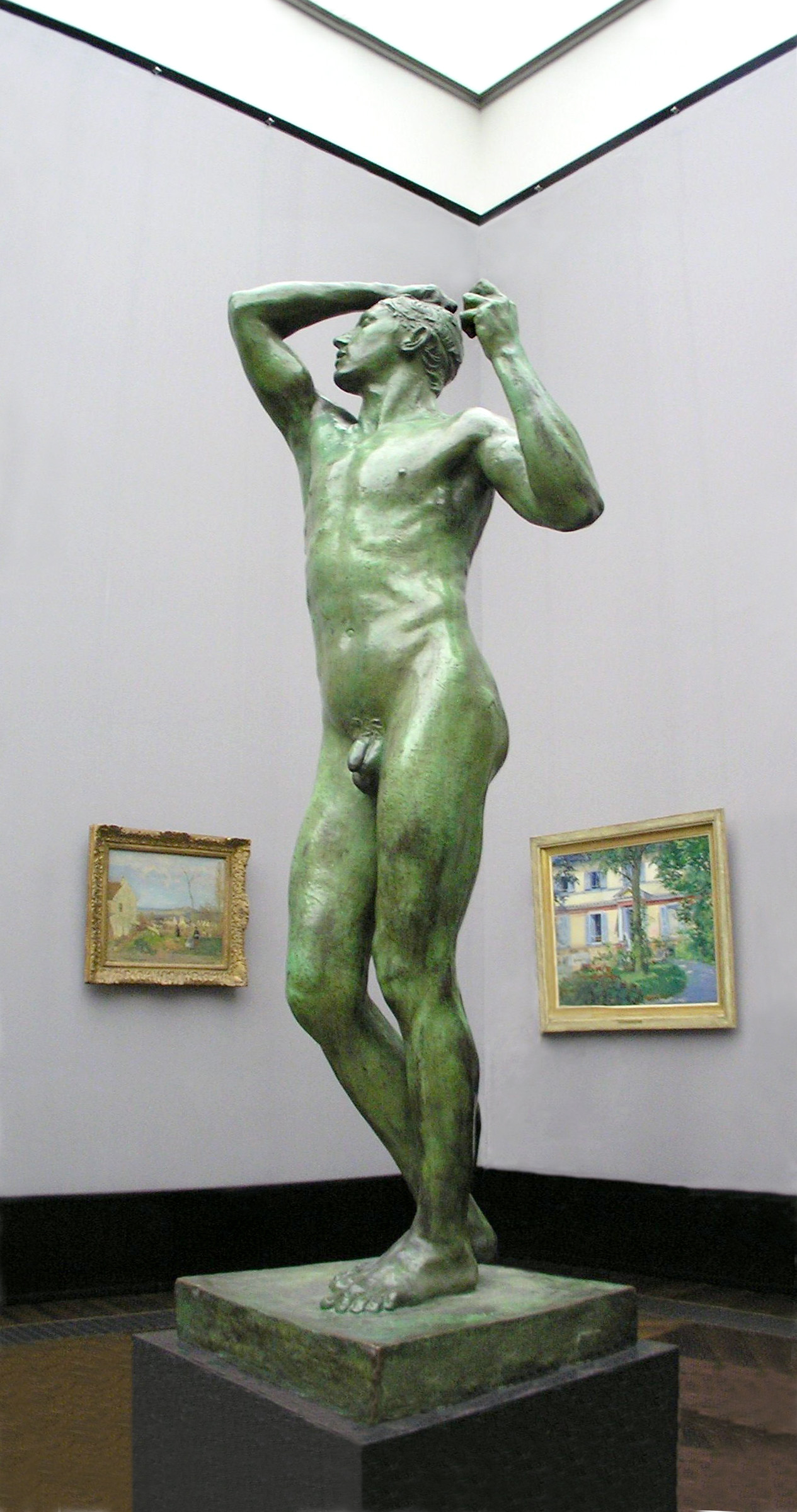
《青铜时代》，柏林老博物馆

《青铜时代》（L'age d'airain）是一件青铜雕塑，作者是法国雕塑家奥古斯特·罗丹。这件作品是一个真人大小的裸体男性形象，1877年首次在巴黎沙龙展出时，罗丹曾被诬陷根据真人塑造了这件作品。但是这一诬陷其实帮助了罗丹，因为人们更加渴望亲眼看看这件作品。在世界上好几座博物馆都能发现《青铜时代》的复制品，包括巴黎的奥塞博物馆，柏林的柏林老博物馆（Alte Nationalgalerie），纽约的大都会艺术博物馆，费城的罗丹博物馆，匈牙利布达佩斯艺术博物馆，哥伦布 (俄亥俄州)的哥伦布艺术博物馆（Columbus Museum of Art），伦敦的维多利亚和阿尔伯特博物馆，利兹的利兹美术馆（Leeds Art Gallery），和渥太华的加拿大国立美术馆（National Gallery of Canada）。